# 錦 (名古屋市)
錦（にしき）は、愛知県名古屋市中区の町名。現行行政地名は、錦一丁目から錦三丁目。特に、通称・錦三（きんさん）と呼ばれる錦三丁目は、名古屋を代表する繁華街・ビジネス街の栄エリアに隣接して、中部地方最大の歓楽街として著名。住居表示実施済み。

## 地理
名古屋市中区中央部に位置し、東は新栄町および東区東桜一丁目・武平町、西は中村区名駅五丁目、南は栄、北は丸の内に接する。
町域の区切りは、概ね東は久屋大通、西は中村区との境である堀川、南は広小路通、北は桜通となっている。桜通の名は桜天神社（桜天満宮）に由来する。
もとは慶長15年（1610年）以降の清洲越しにより形成された名古屋城の城下町の一部で、北隣の丸の内と同じく町人の町として発展した。町内は碁盤目状に区画されており、町域の南端で、現在の広小路通にあたる堀切筋が当初の城下町の区切りであった。
現在は名古屋市の中心地域の1つで、オフィスビルや商業施設が密集する商業地域である。特に本町通以東で栄交差点に近い錦三丁目は、観光客からは「錦三（きんさん）」の通称で呼ばれており、大規模な歓楽街を形成している。

## 歴史

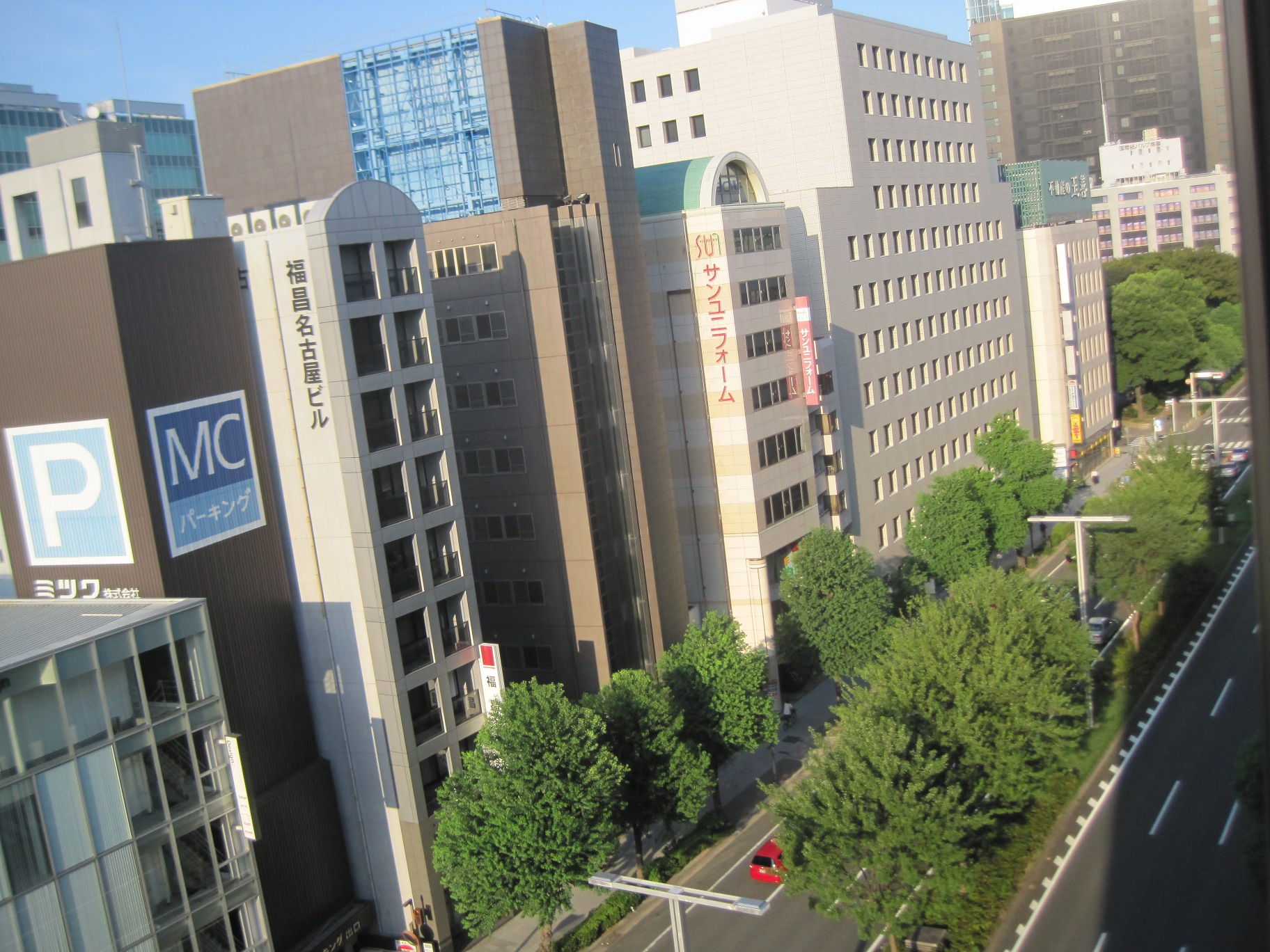
錦通

### 町名の由来
当町域を東西に通る錦通に由来する。

### 沿革
- 1966年（昭和41年）3月30日 - 以下の通り、住居表示実施に伴い中区錦一～三丁目が成立[1]。
  - 一丁目 - 中区下園町全域および伊倉町・上園町・木挽町・材木町・園井町・中ノ町・竪三ツ蔵町・伝馬町・西菅原町・広小路通・袋町・伏見町・皆戸町・本重町の各一部。
  - 二丁目 - 中区桶屋町・島田町・下長者町全域および伊倉町・栄町・上長者町・桑名町・伝馬町・長島町・西菅原町・菅原町・伏見町・園井町・広小路通・袋町・御幸本町通・本重町の各一部。
  - 三丁目 - 中区朝日町・神楽町・蒲焼町・宝町・鶴重町・東袋町・東本重町・宮町全域および富沢町・針屋町・伊勢町・大津町・呉服町・栄町・桜町・七間町・小市場町・関鍛冶町・東桜町・御幸本町通・東区久屋町の各一部。
- 1976年（昭和51年）1月18日 - 中区栄町の一部を三丁目へ編入[1]。

## 世帯数と人口
2019年（平成31年）2月1日現在の世帯数と人口は以下の通りである。
| 丁目     | 世帯数    | 人口    |
| -------- | --------- | ------- |
| 錦一丁目 | 538世帯   | 777人   |
| 錦二丁目 | 250世帯   | 370人   |
| 錦三丁目 | 306世帯   | 479人   |
| 計       | 1,094世帯 | 1,626人 |

### 人口の変遷
国勢調査による人口の推移
| 1995年（平成7年）  | 1,481人 | [ WEB 6 ]  |  |
| 2000年（平成12年） | 1,176人 | [ WEB 7 ]  |  |
| 2005年（平成17年） | 1,111人 | [ WEB 8 ]  |  |
| 2010年（平成22年） | 1,455人 | [ WEB 9 ]  |  |
| 2015年（平成27年） | 1,597人 | [ WEB 10 ] |  |

## 学区
市立小・中学校に通う場合、学校等は以下の通りとなる。また、公立高等学校に通う場合の学区は以下の通りとなる。なお、小・中学校は学校選択制度を導入しておらず、番毎で各学校に指定されている。
なお錦一丁目～三丁目の大半は丸の内小学校・丸の内中学校の学区である。僅かな番地のみ栄小学校・前津中学校の学区となっている。
| 丁目     | 小学校                                    | 中学校                                      | 高等学校 |
| -------- | ----------------------------------------- | ------------------------------------------- | -------- |
| 錦一丁目 | 名古屋市立丸の内小学校 名古屋市立栄小学校 | 名古屋市立丸の内中学校 名古屋市立前津中学校 | 尾張学区 |
| 錦二丁目 | 名古屋市立丸の内小学校 名古屋市立栄小学校 | 名古屋市立丸の内中学校 名古屋市立前津中学校 | 尾張学区 |
| 錦三丁目 | 名古屋市立丸の内小学校 名古屋市立栄小学校 | 名古屋市立丸の内中学校 名古屋市立前津中学校 | 尾張学区 |

## 主な施設

### 錦一丁目
- 名古屋観光ホテル
- 名古屋インターシティ
- 名古屋市立御園小学校
- 名古屋商科大学大学院伏見キャンパス・丸の内キャンパス
- 下園公園
- 納屋橋
- ヤマハ名古屋ビル
  - 名古屋ヤマハホール
- 三井住友海上名古屋ビル
- みずほ銀行名古屋支店
- 横浜銀行名古屋支店
- 名古屋ホテル
  - 1895年（明治28年）開業のホテルで、名古屋初の洋風ホテルであった[4]。
  - 1955年（昭和30年）まで存在したという[4]。

#### 錦一丁目の画像集

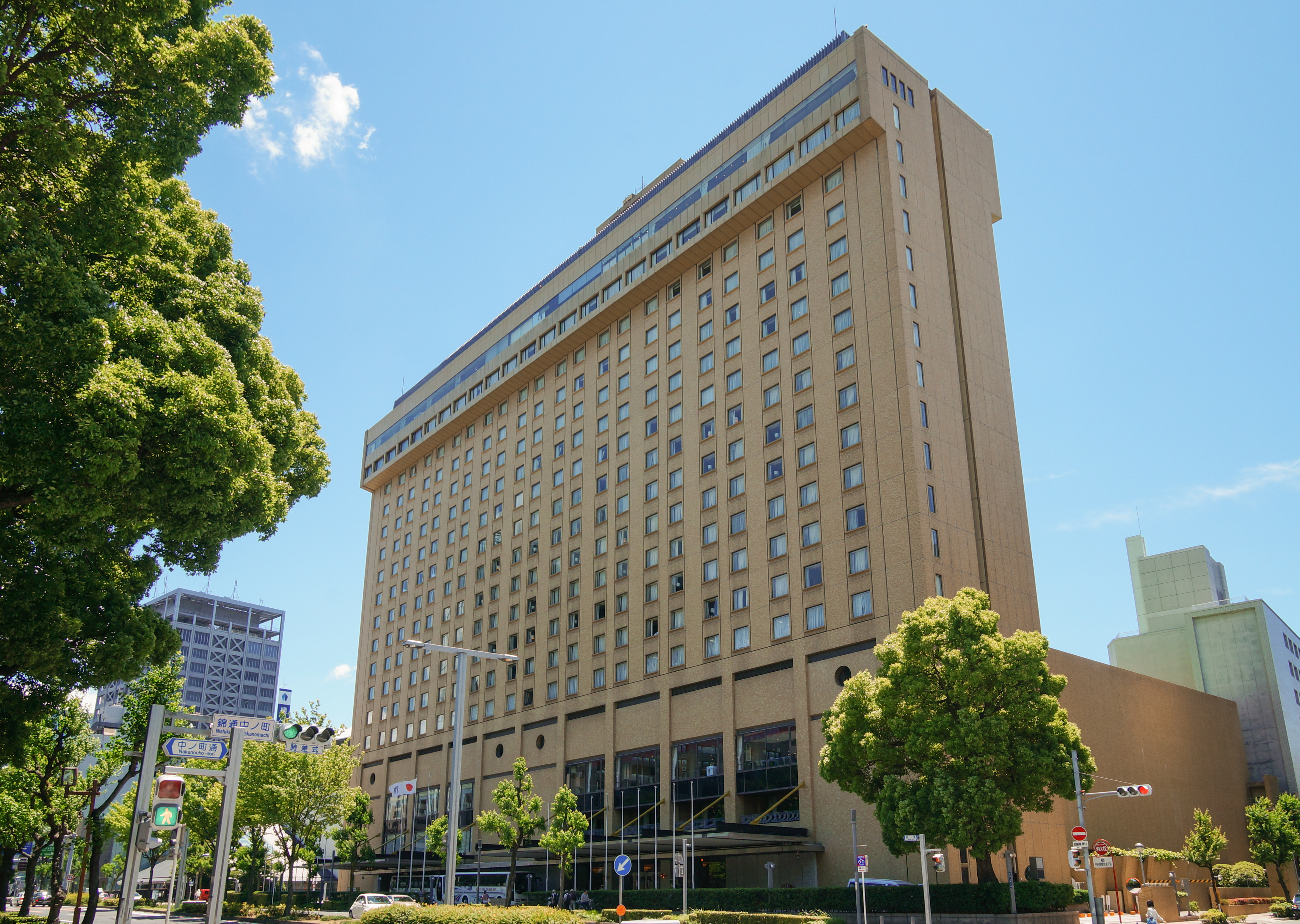
名古屋観光ホテル
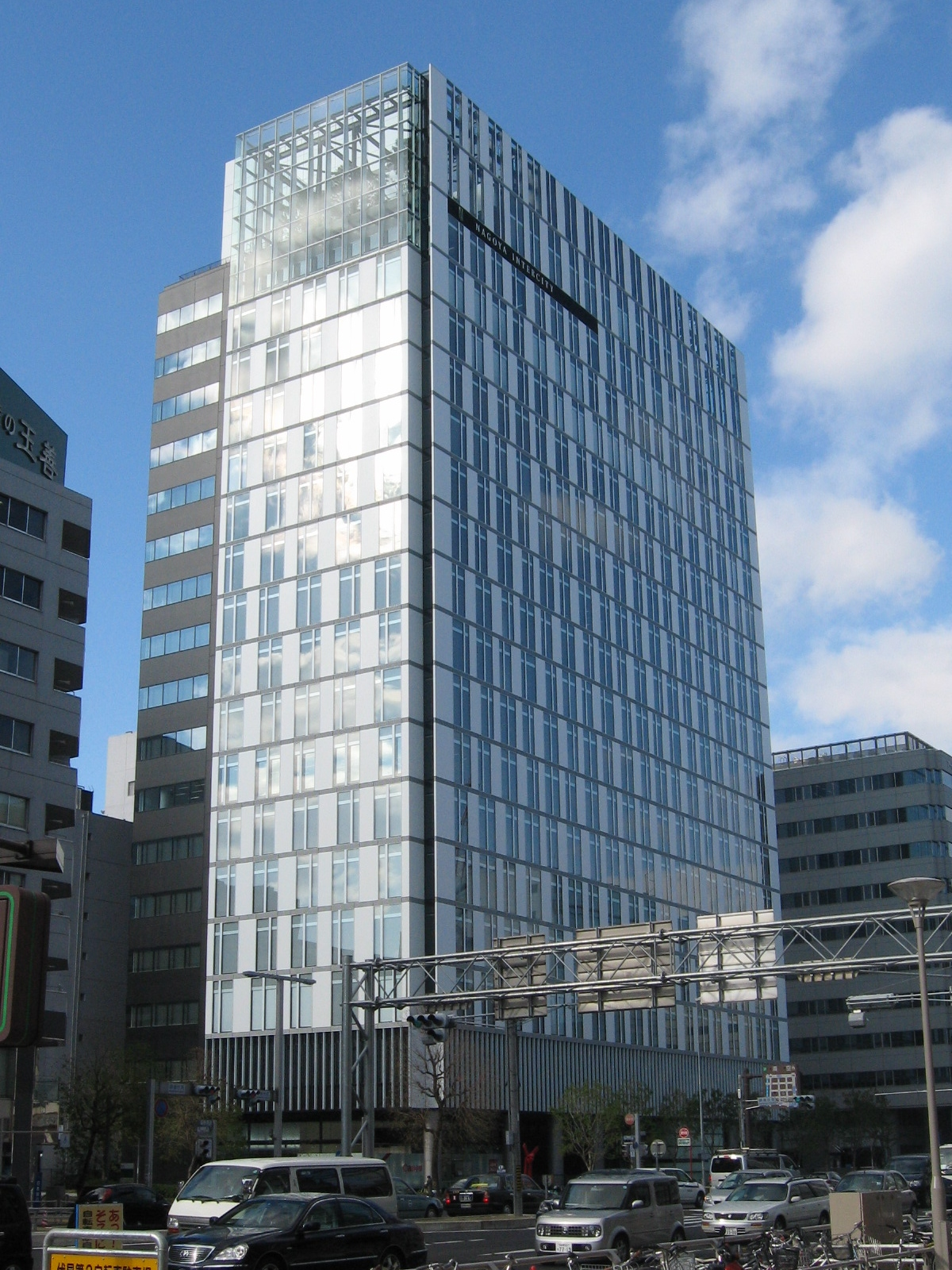
名古屋インターシティ
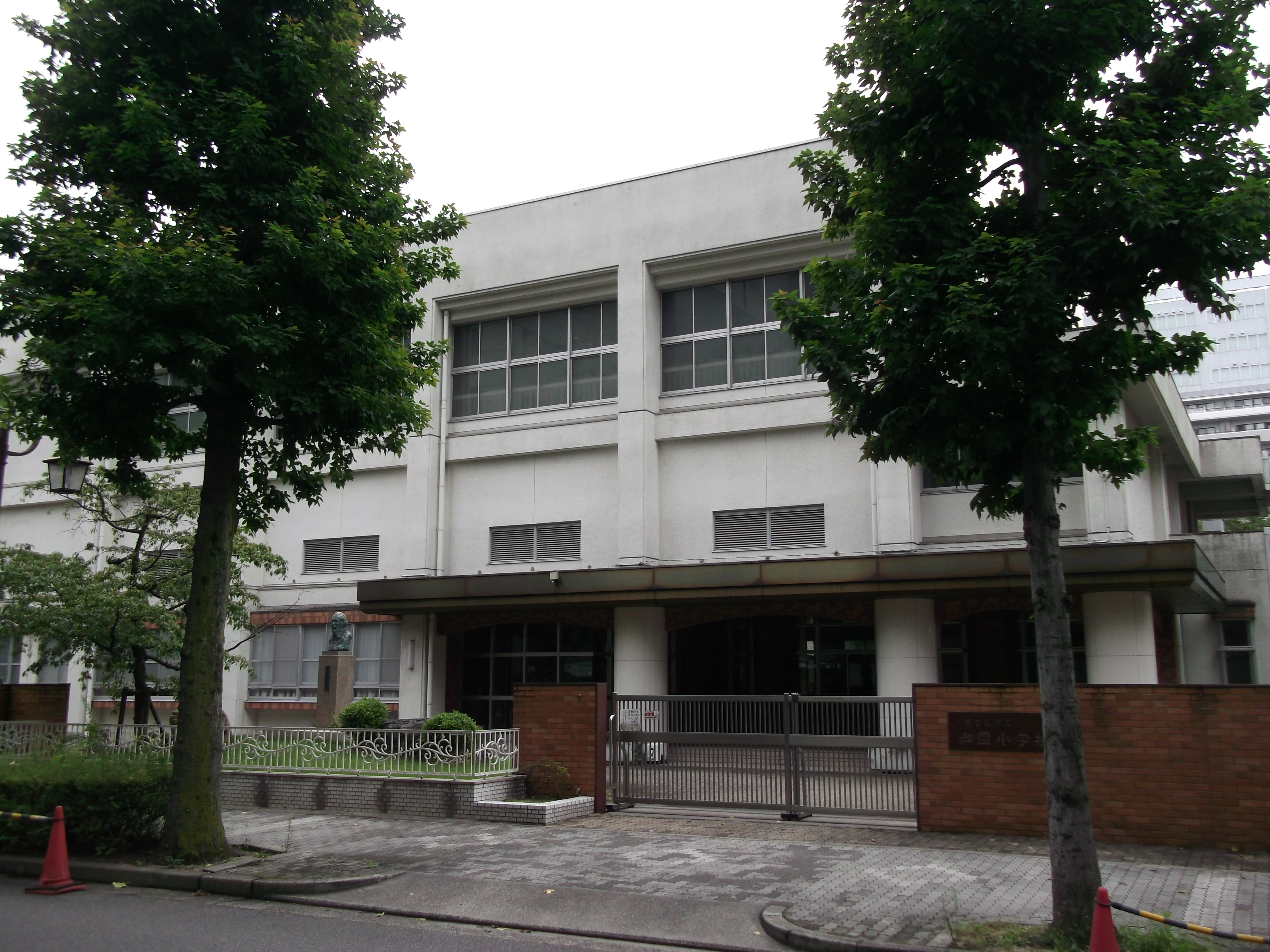
名古屋市立御園小学校
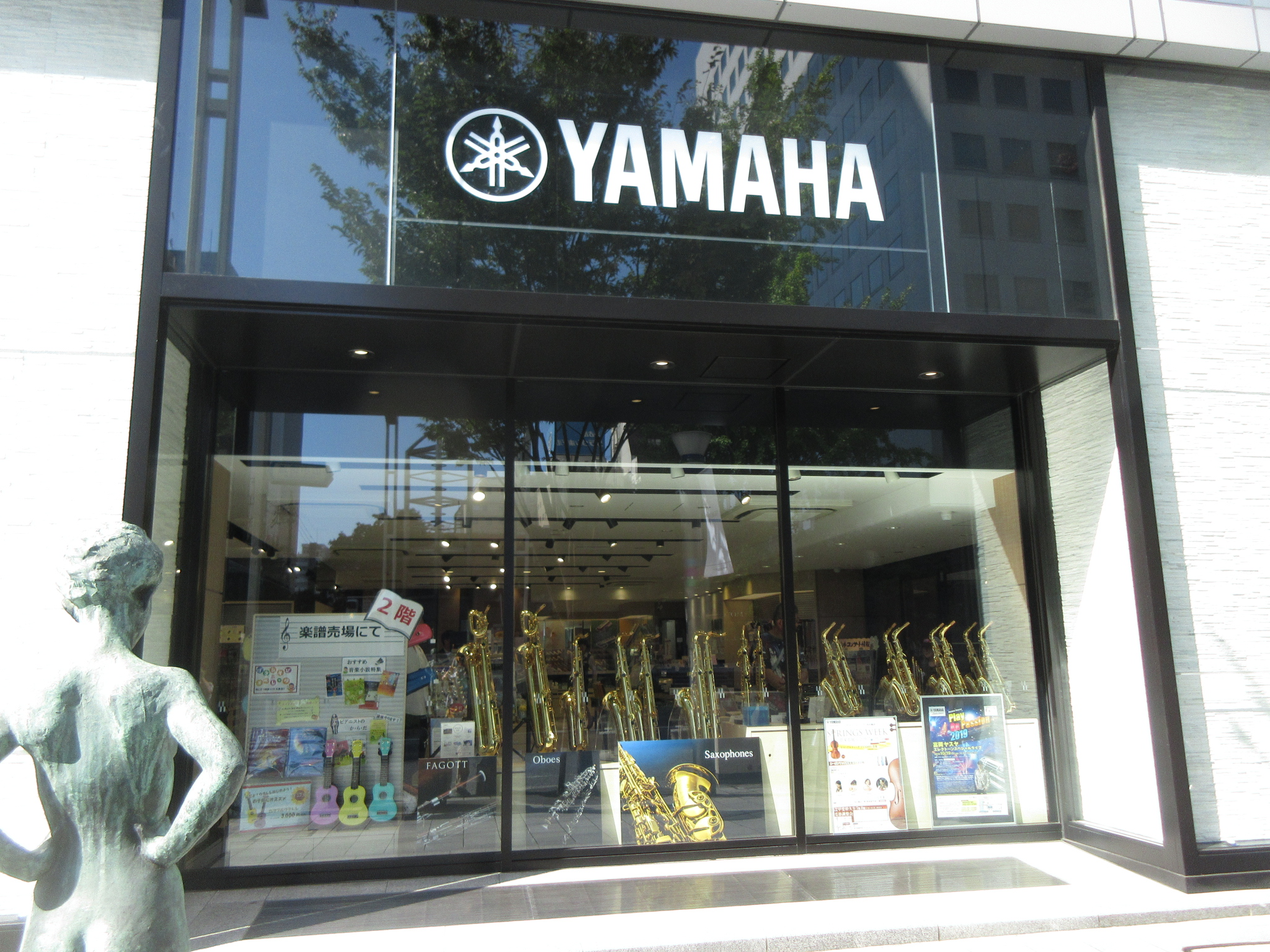
ヤマハミュージック名古屋店

### 錦二丁目
- 日本銀行名古屋支店
- 名古屋センタービル
- 錦パークビル
- NTTデータ伏見ビル
- 三井住友銀行名古屋ビル
  - 三井住友銀行名古屋支店（赤池支店、天白植田支店、金山支店）[5]
- りそな銀行名古屋支店
- 静岡銀行名古屋支店
- 瀧定名古屋ビル
  - 瀧定名古屋本社
- 豊島ビル
- 広小路クロスタワー
- 旧名古屋銀行本店ビル
- 伏見地下街
- 桜天神社
- 福生院
- 伏見ミリオン座
- 名古屋丸紅ビル
- 名古屋市短歌会館

#### 錦二丁目の画像集

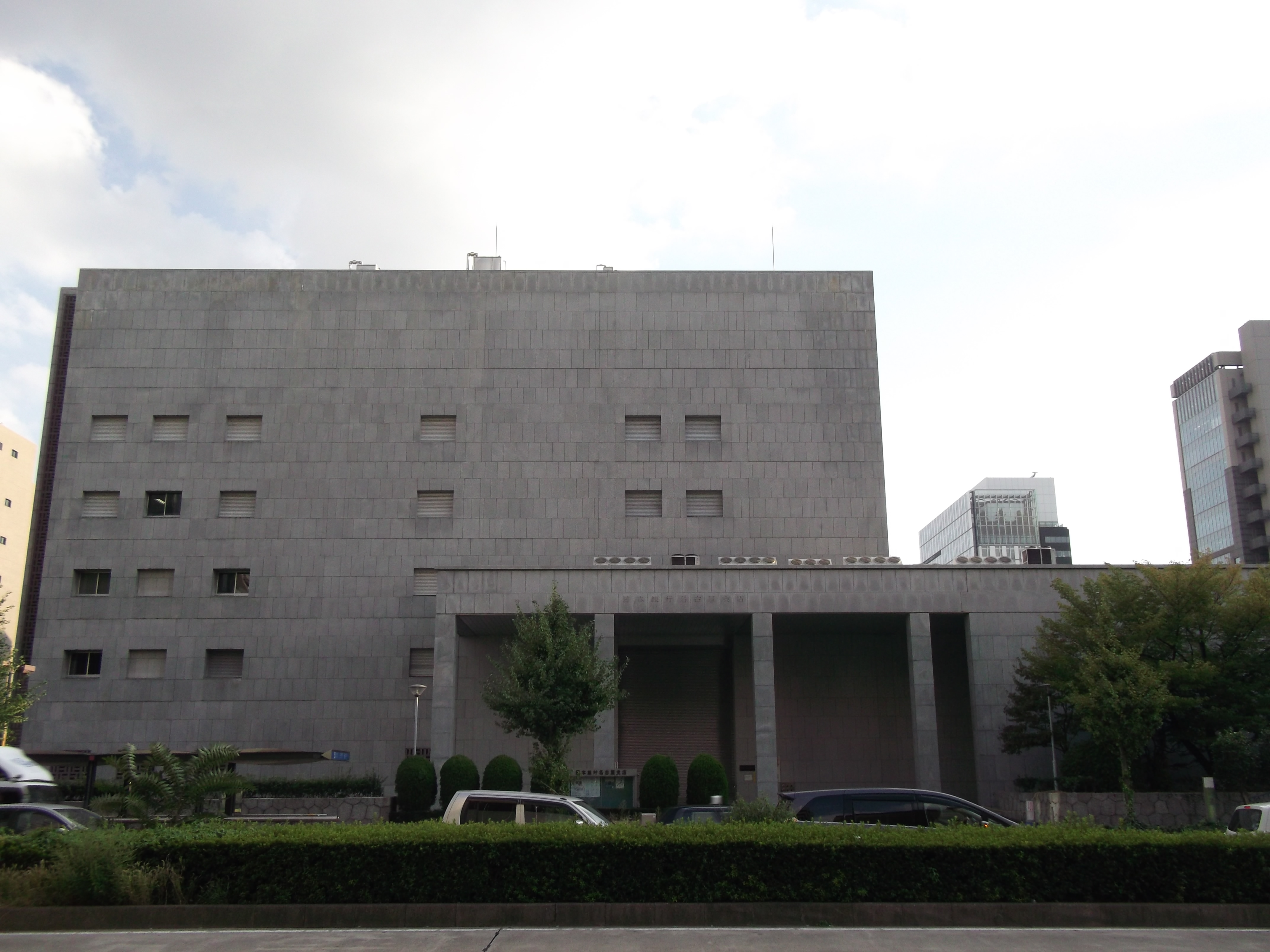
日本銀行名古屋支店
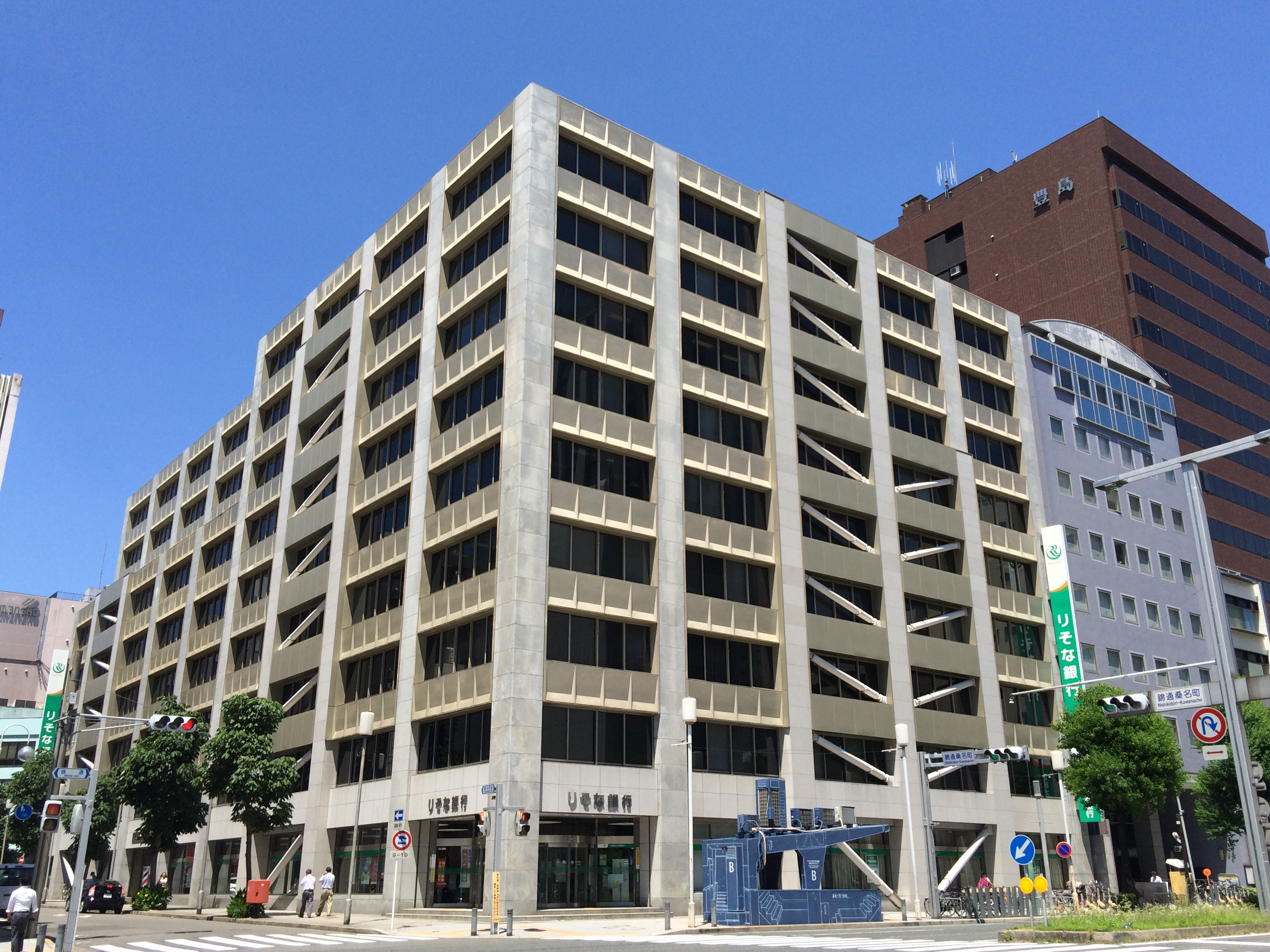
りそな銀行名古屋支店
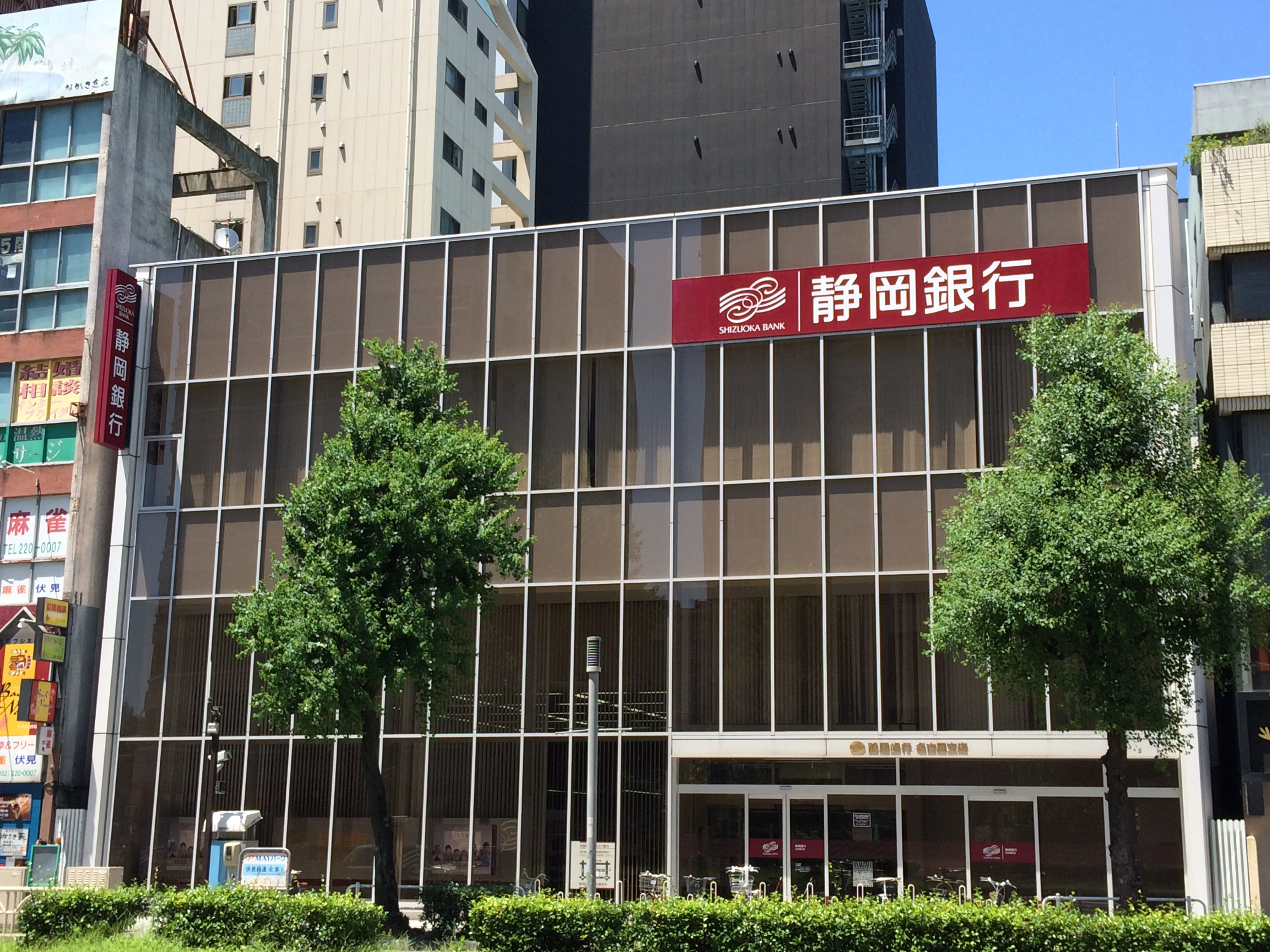
静岡銀行名古屋支店
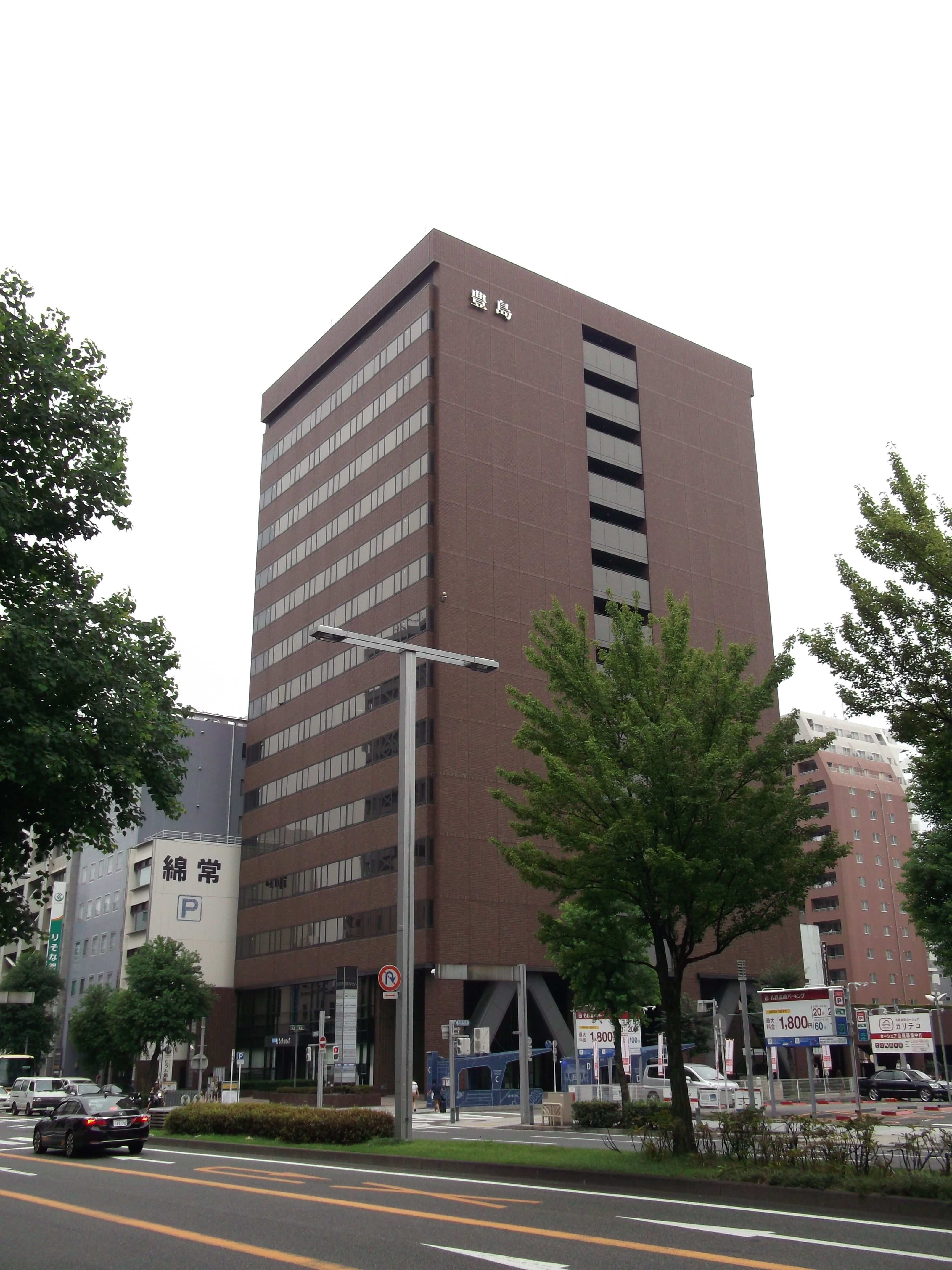
豊島ビル
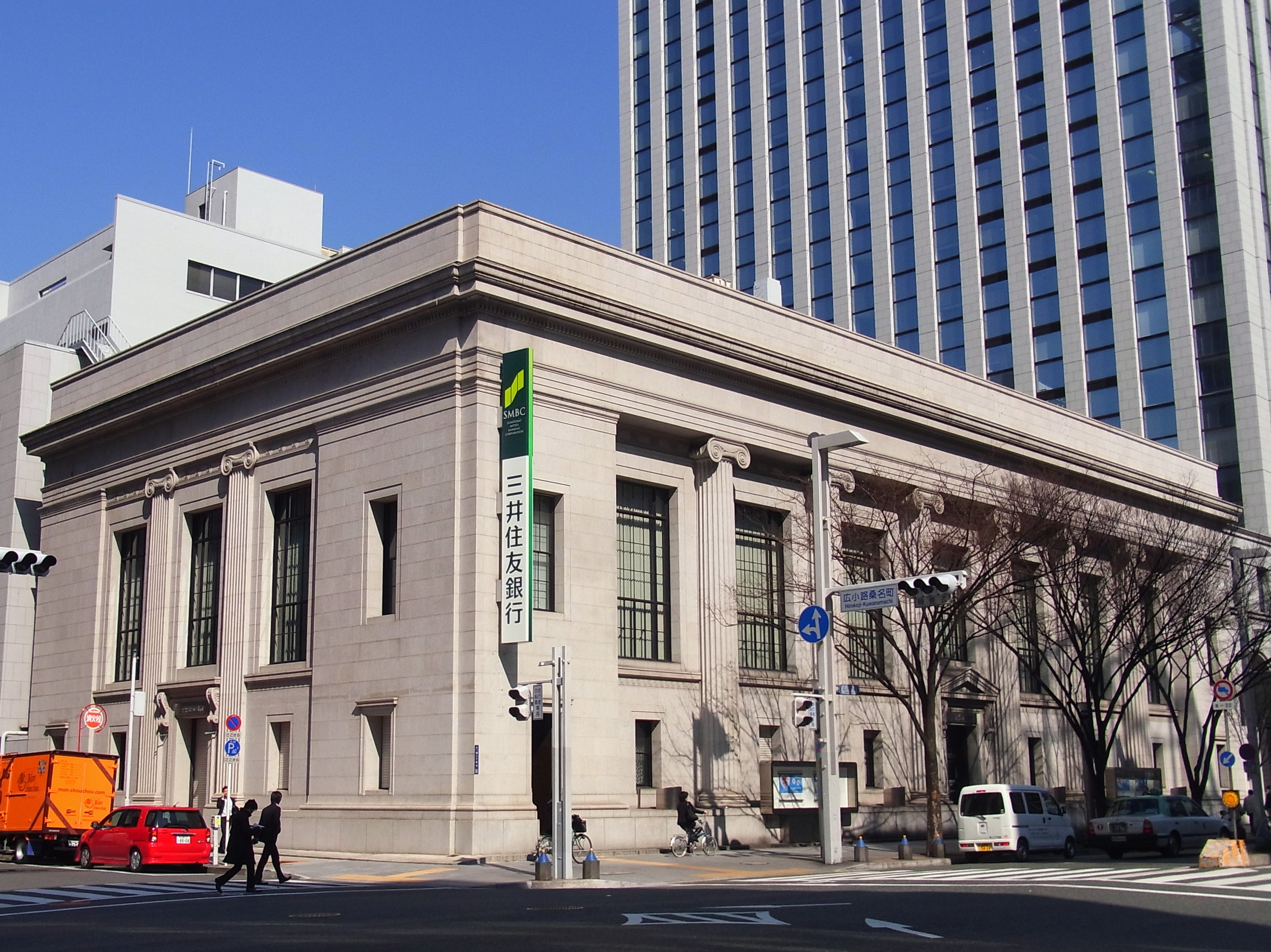
三井住友銀行名古屋ビル
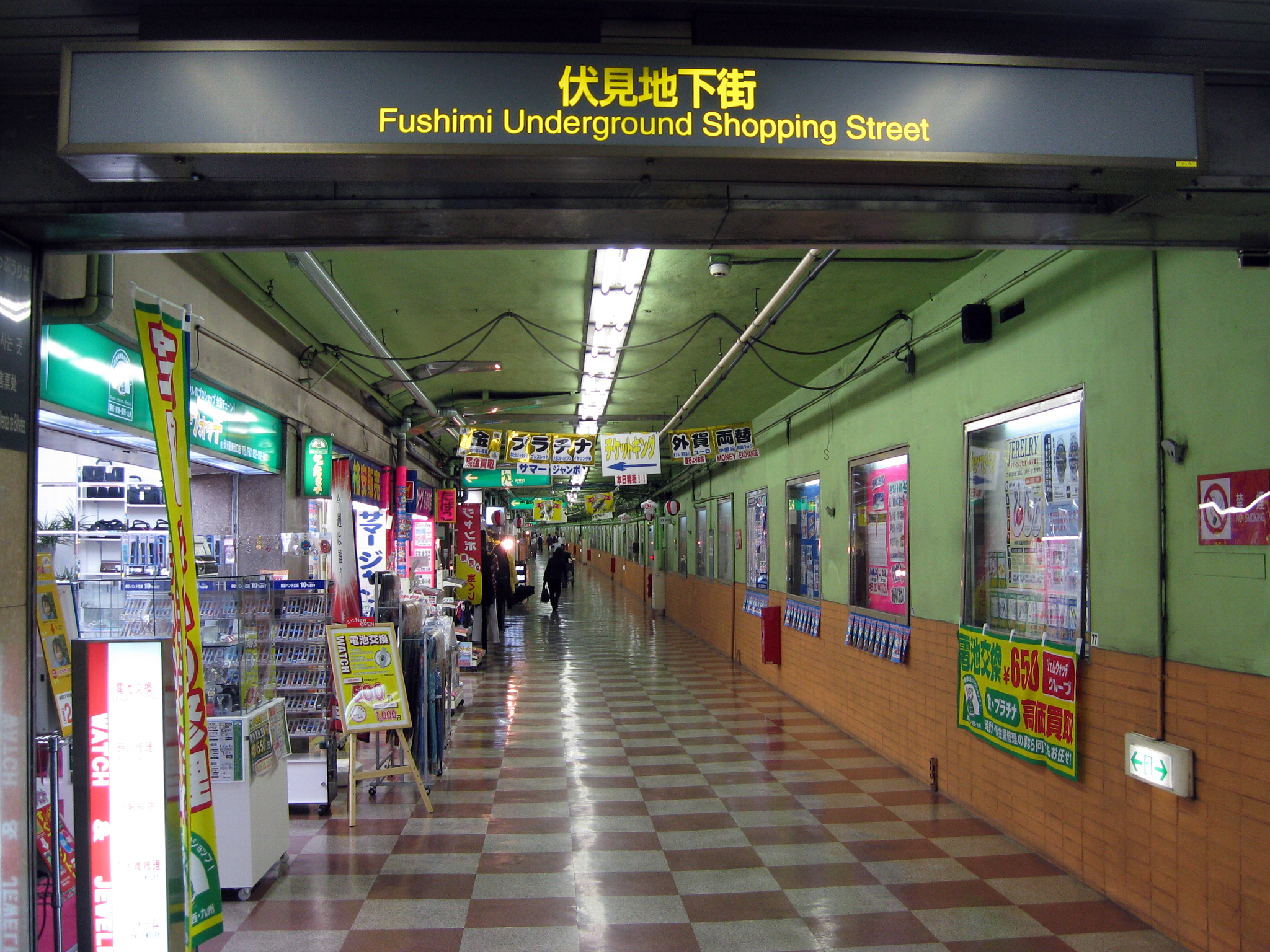
伏見地下街
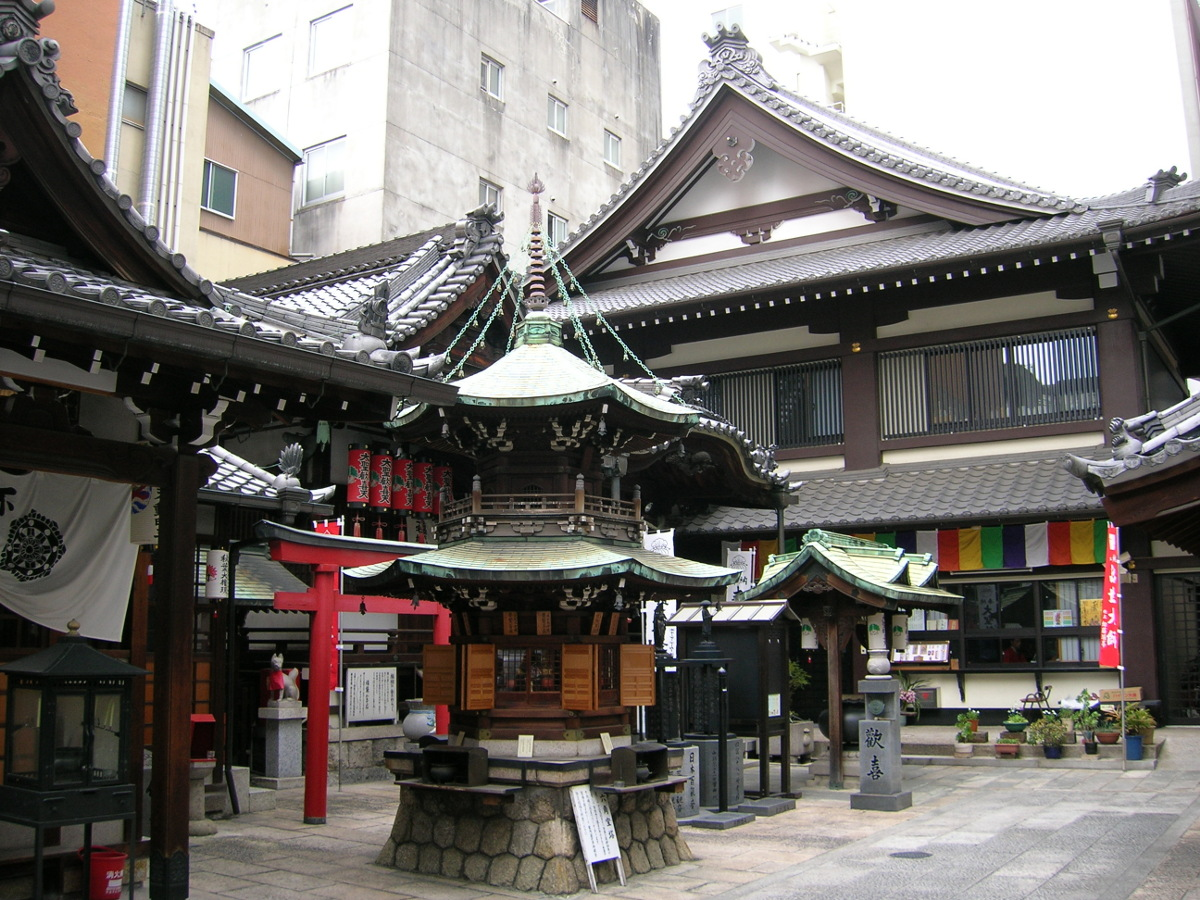
福生院
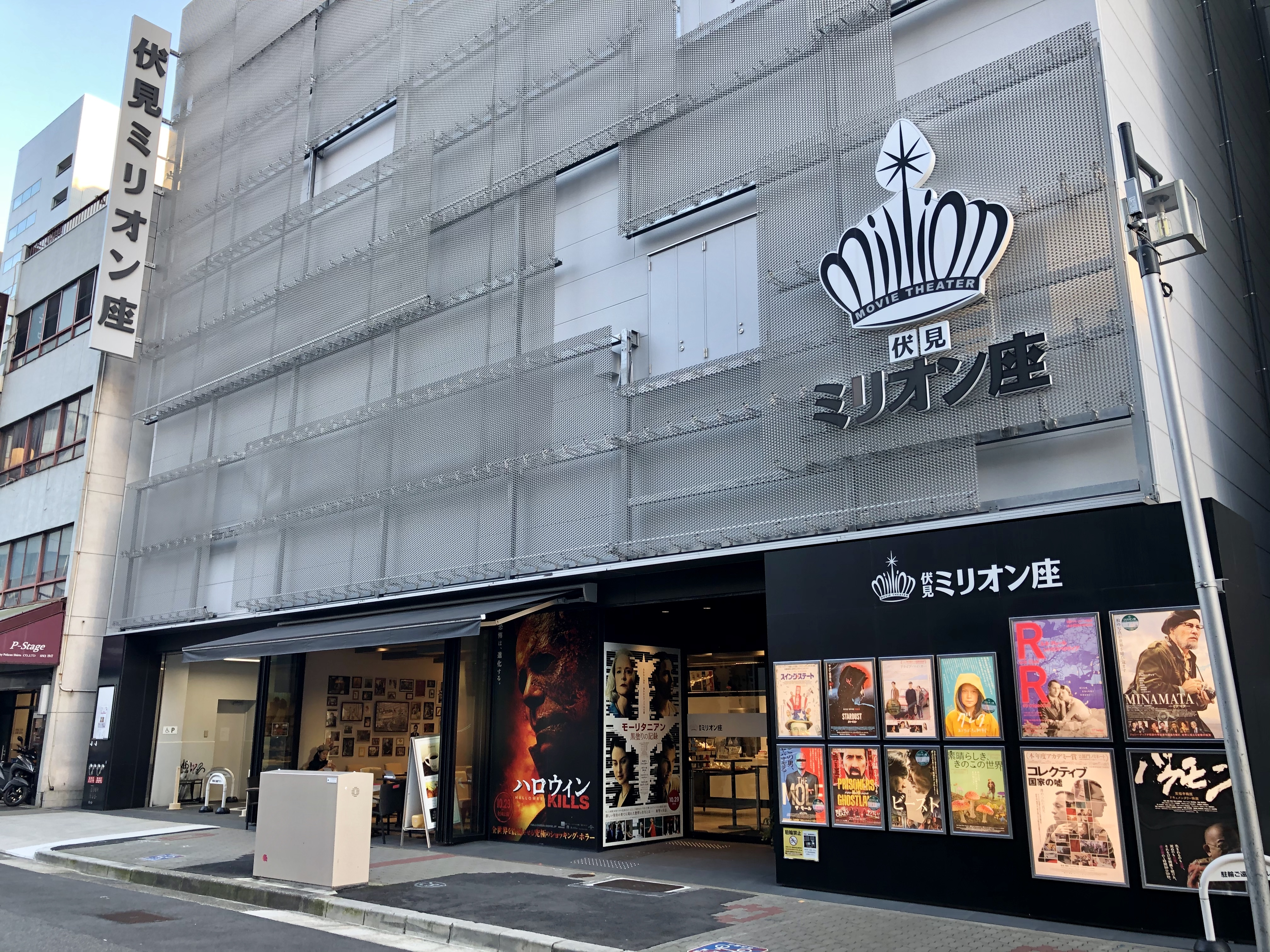
伏見ミリオン座
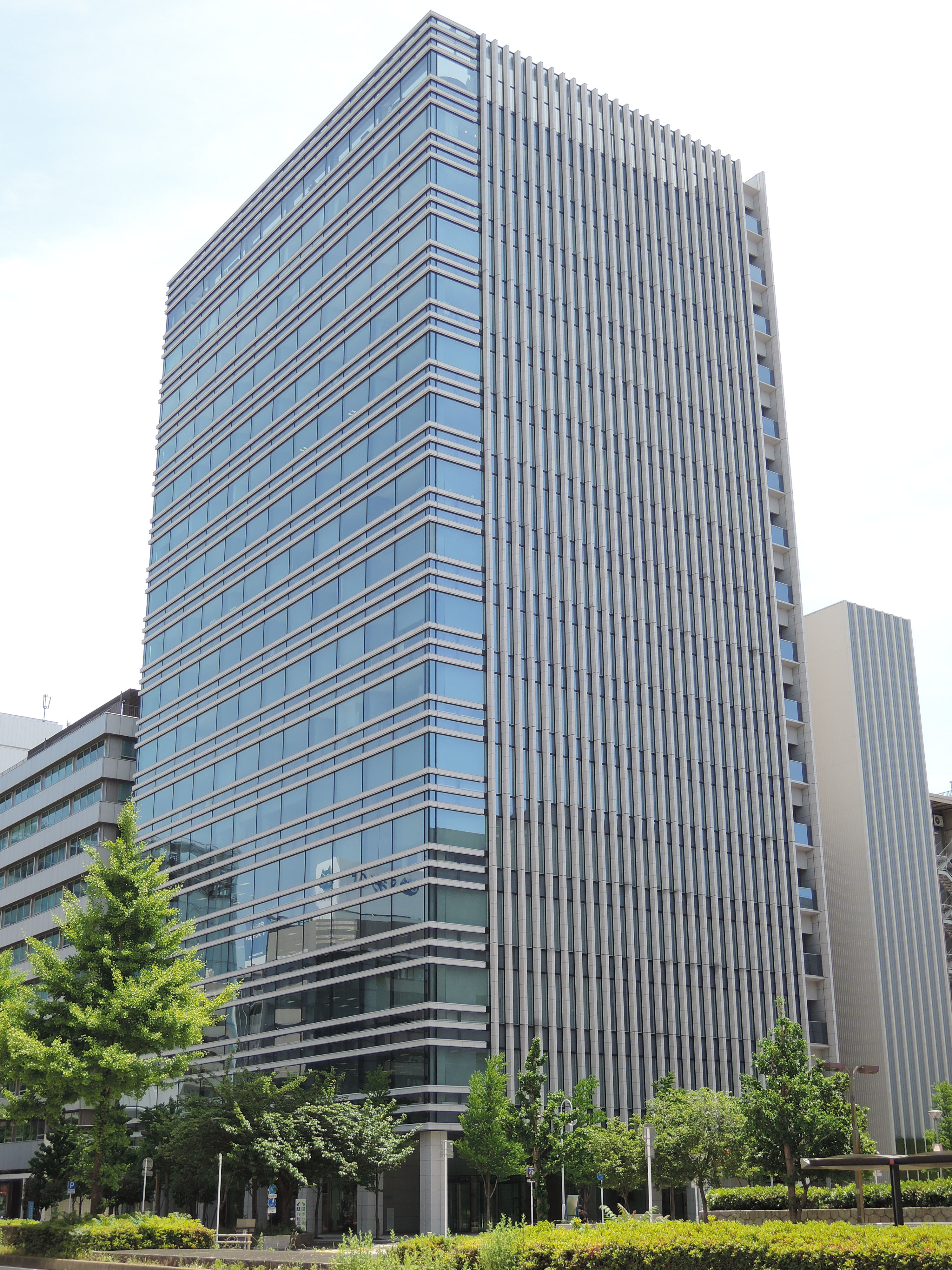
名古屋丸紅ビル
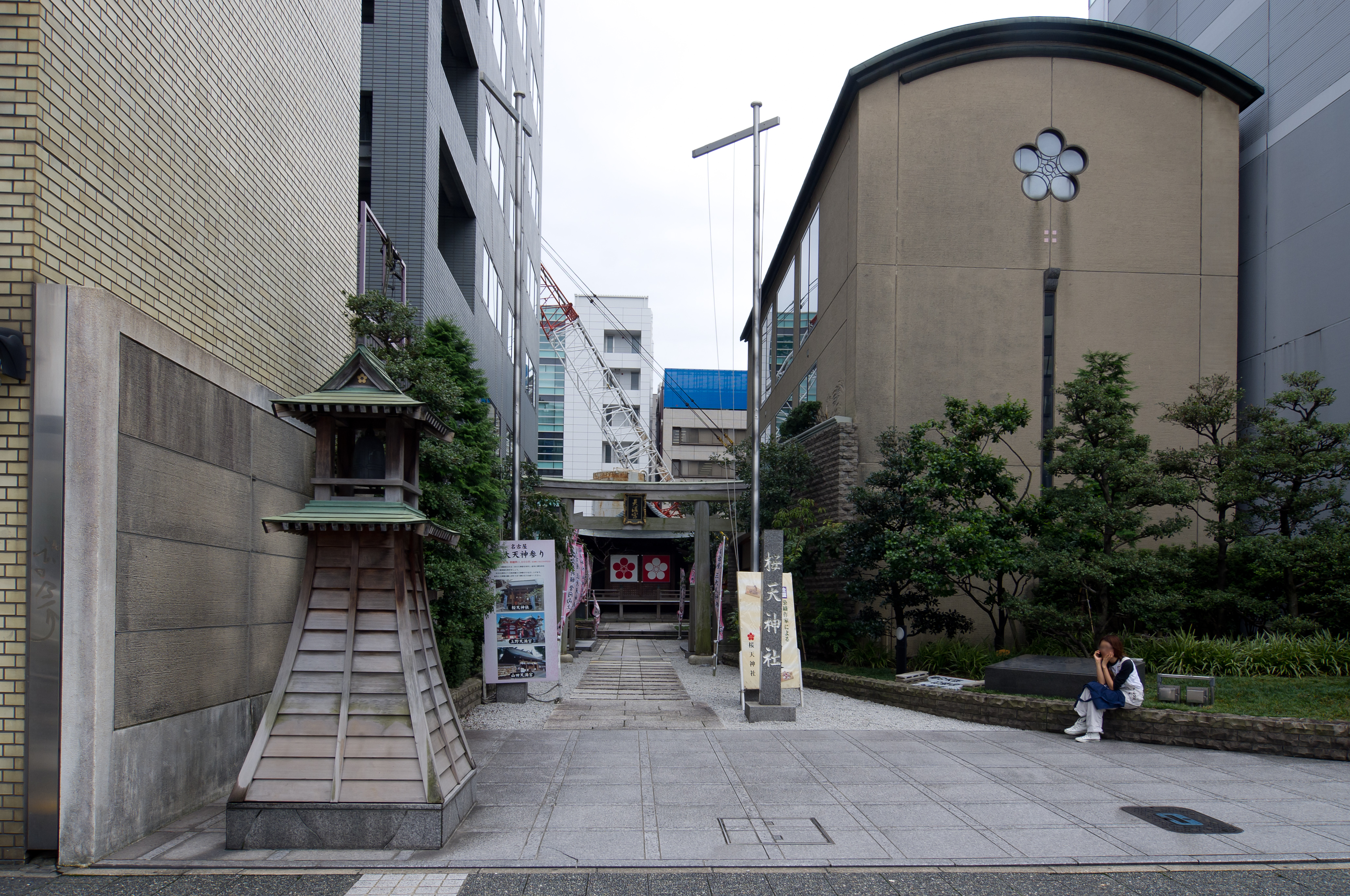
桜天神社
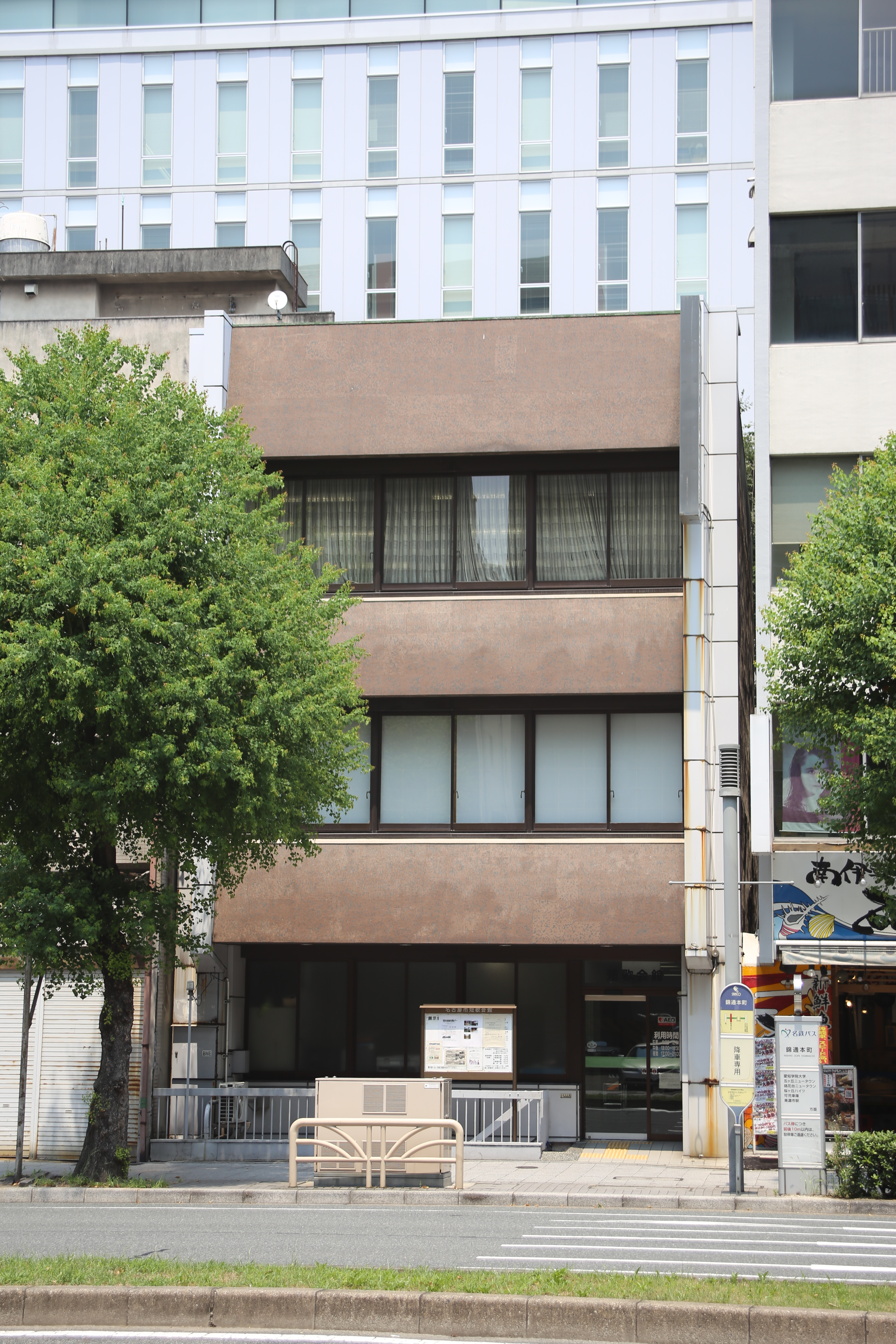
名古屋市短歌会館

### 錦三丁目

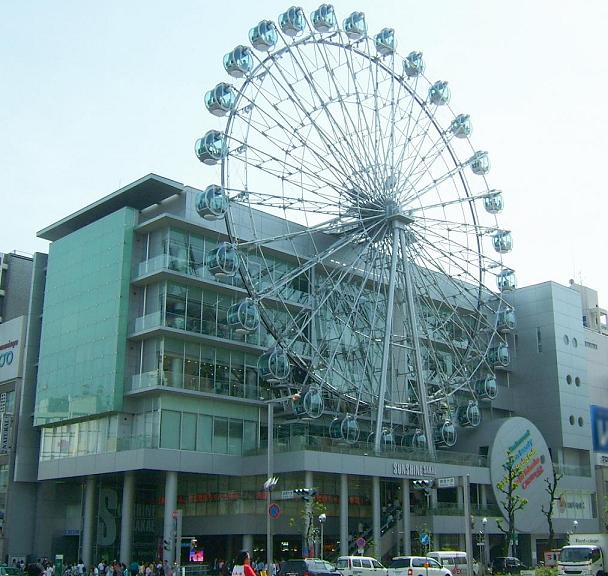
サンシャイン栄

- 三菱UFJ銀行名古屋営業部・名古屋中央支店（旧東海銀行本店）
- 十六銀行名古屋ビル
  - 十六銀行名古屋営業部
- 名古屋銀行本店
- 名古屋ガーデンパレス
- 名古屋国際ホテル
- 東京第一ホテル錦
- 名古屋テレビ塔
- サンシャイン栄
- ドン・キホーテ名古屋栄店
- SMBCパーク栄
- セントラルパーク地下街

## 交通

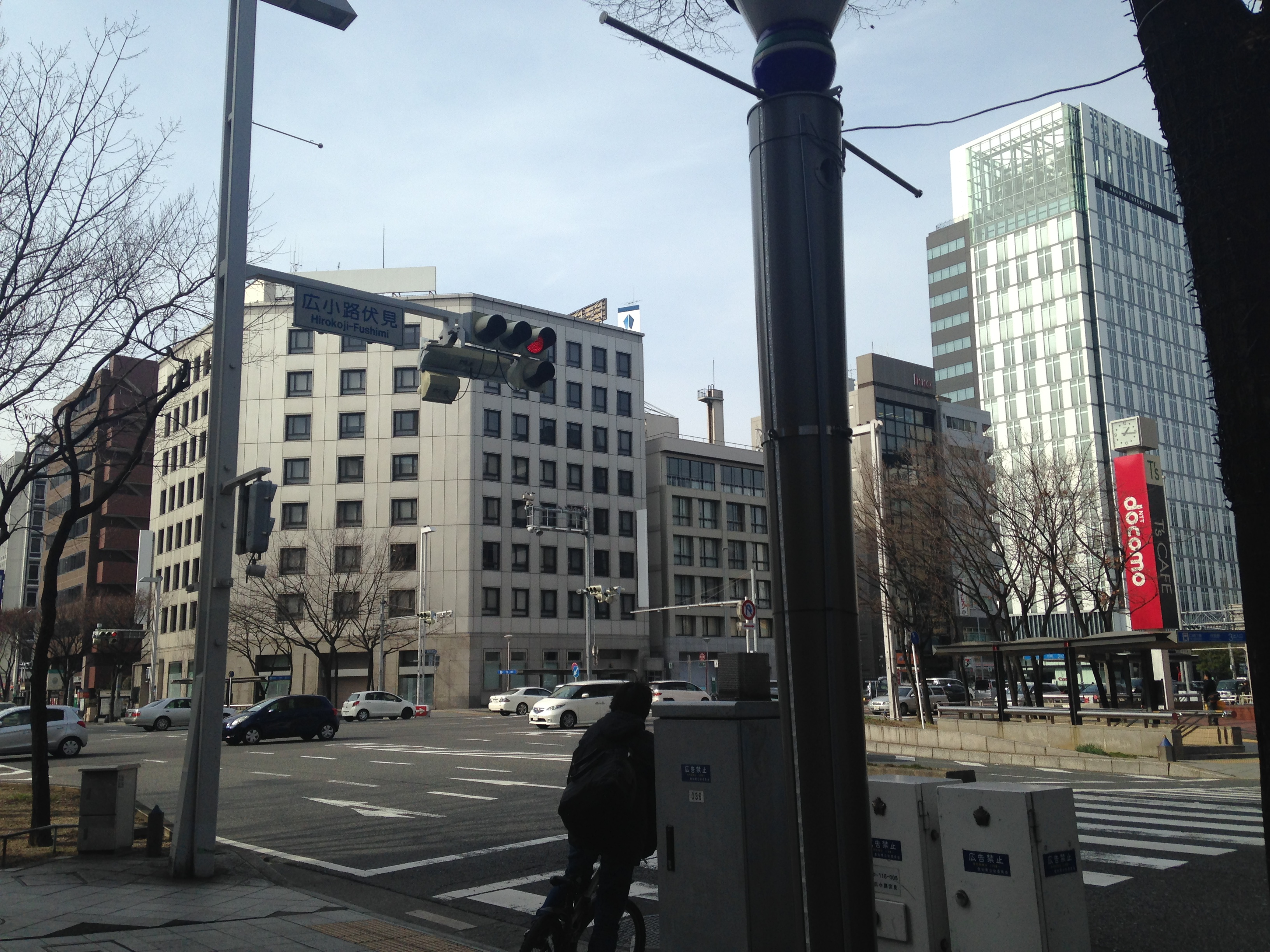
伏見駅4番出口から。伏見界隈は中部地方最大の金融街となっている

### 鉄道
- 名古屋市営地下鉄東山線・鶴舞線 伏見駅
- 名古屋市営地下鉄鶴舞線・桜通線 丸の内駅
- 名古屋市営地下鉄東山線・名城線 栄駅
- 名古屋市営地下鉄名城線・桜通線 久屋大通駅
- 名鉄瀬戸線 栄町駅

### 道路
- 広小路通（愛知県道60号名古屋長久手線）
- 錦通
- 桜通（国道19号・愛知県道68号名古屋津島線）
- 伏見通（国道19号・国道22号）
- 大津通
- 久屋大通

## その他

### 日本郵便
- 郵便番号 : 460-0003[WEB 3]（集配局：名古屋中郵便局[WEB 13]）。

### WEB
1. ↑  “愛知県名古屋市中区の町丁・字一覧”.   人口統計ラボ. 2019年2月27日閲覧。
2. 1 2  “町・丁目(大字)別、年齢(10歳階級)別公簿人口(全市・区別)”.   名古屋市 (2019年2月20日). 2019年2月20日閲覧。
3. 1 2  “郵便番号”.  日本郵便. 2019年2月10日閲覧。
4. ↑  “市外局番の一覧”.   総務省. 2019年1月6日閲覧。
5. ↑  “中区の町名一覧”.   名古屋市 (2015年10月21日). 2019年2月26日閲覧。
6. ↑  総務省統計局 (2014年3月28日). “平成7年国勢調査の調査結果(e-Stat) - 男女別人口及び世帯数 －町丁・字等” (CSV). 2019年4月27日閲覧。
7. ↑  総務省統計局 (2014年5月30日). “平成12年国勢調査の調査結果(e-Stat) - 男女別人口及び世帯数 －町丁・字等” (CSV). 2019年4月27日閲覧。
8. ↑  総務省統計局 (2014年6月27日). “平成17年国勢調査の調査結果(e-Stat) - 男女別人口及び世帯数 －町丁・字等” (CSV). 2019年4月27日閲覧。
9. ↑  総務省統計局 (2012年1月20日). “平成22年国勢調査の調査結果(e-Stat) - 男女別人口及び世帯数 －町丁・字等” (CSV). 2019年4月27日閲覧。
10. ↑  総務省統計局 (2017年1月27日). “平成27年国勢調査の調査結果(e-Stat) - 男女別人口及び世帯数 －町丁・字等” (CSV). 2019年4月27日閲覧。
11. ↑  “市立小・中学校の通学区域一覧”.   名古屋市 (2018年11月10日). 2019年1月14日閲覧。
12. ↑  “平成29年度以降の愛知県公立高等学校（全日制課程）入学者選抜における通学区域並びに群及びグループ分け案について”.   愛知県教育委員会 (2015年2月16日). 2019年1月14日閲覧。
13. ↑  郵便番号簿 平成29年度版 - 日本郵便. 2019年02月26日閲覧 (PDF)

### 書籍
1. 1 2 3  名古屋市計画局 1992, p. 781.
2. ↑  「角川日本地名大辞典」編纂委員会 1989, p. 1480.
3. 1 2  名古屋市計画局 1992, p. 319.
4. 1 2  北見昌郎 2016, p. 84.
5. ↑  “店舗・ＡＴＭ案内 ： 三井住友銀行”. www.e-map.ne.jp. 2024年9月12日閲覧。